# Haritz Mújika López
Haritz Mújika López (nascut el 13 de novembre de 1981) és un exfutbolista professional basc que va jugar principalment com a davanter, i posteriorment fa d'entrenador de futbol.
Va jugar 53 partits de Segona Divisió i va marcar 8 gols amb el Mirandés, però va passar la major part de la seva carrera a Segona Divisió B, va participar en 434 partits i va marcar 76 gols amb vuit clubs, principalment el Real Unión i el Mirandés.

## Carrera com a jugador
Nascut a Pasaia, Guipúscoa, Mújika va passar 11 de les seves 12 primeres temporades com a sènior a Segona Divisió B, començant a la SD Beasain i després representant l'equip B de la Reial Societat; també va jugar amb ells a Tercera Divisió – Real Unión, Burgos CF, UE Castelldefels, Zamora CF i CD Mirandés. Amb aquest darrer club, va ser un titular indiscutible en els seus primers anys, marcant set gols en 37 partits la temporada 2011-12 per ajudar a aconseguir l'ascens a Segona Divisió per primera vegada en la seva història.
Mújika va debutar a la competició als gairebé 31 anys d'edat, jugant els 90 minuts complets en una derrota a casa per 0-1 contra la SD Huesca el 17 d'agost de 2012. Va marcar el seu primer gol com a professional el 13 de gener de 2013, tancant l'1-1 contra l'Sporting de Gijón.
Mújika va deixar el Mirandés l'agost del 2014, i va fitxar pel Real Unión a la tercera divisió. Va passar a la SD Amorebieta de la mateixa lliga el 2017, retirant-se dos anys més tard als 37 anys.

## Carrera com a entrenador
Immediatament després de retirar-se, Mújika es va incorporar a l'equip tècnic d'Iñigo Vélez al seu darrer club, l'Amorebieta, com a ajudant d'entrenador. El 8 de març de 2022, va ser nomenat al capdavant de l'equip (nouvingut a la segona categoria) després de la destitució d'aquest últim. En el seu debut, cinc dies després, va perdre 1-0 contra la SD Eibar.
Mújika va acabar la seva primera temporada amb el descens. El seu equip es va recuperar immediatament de la Primera Federació, agafant el primer lloc al CE Eldenc en un cara a cara.